# Castillo de Gormaz
El castillo de Gormaz es una fortaleza de origen andalusí situada junto al municipio homónimo (Soria, España). A pesar de que parece construida sobre una fortaleza anterior, la estructura actual fue realizada durante el Califato de Córdoba, específicamente por el califa al-Hakam II, quien ordenó al general Gálib su ampliación, tarea que se emprendió entre los años 965-66. Según algunos historiadores como Roger Collins, fue la fortaleza más grande de Europa en aquella época.

## Historia

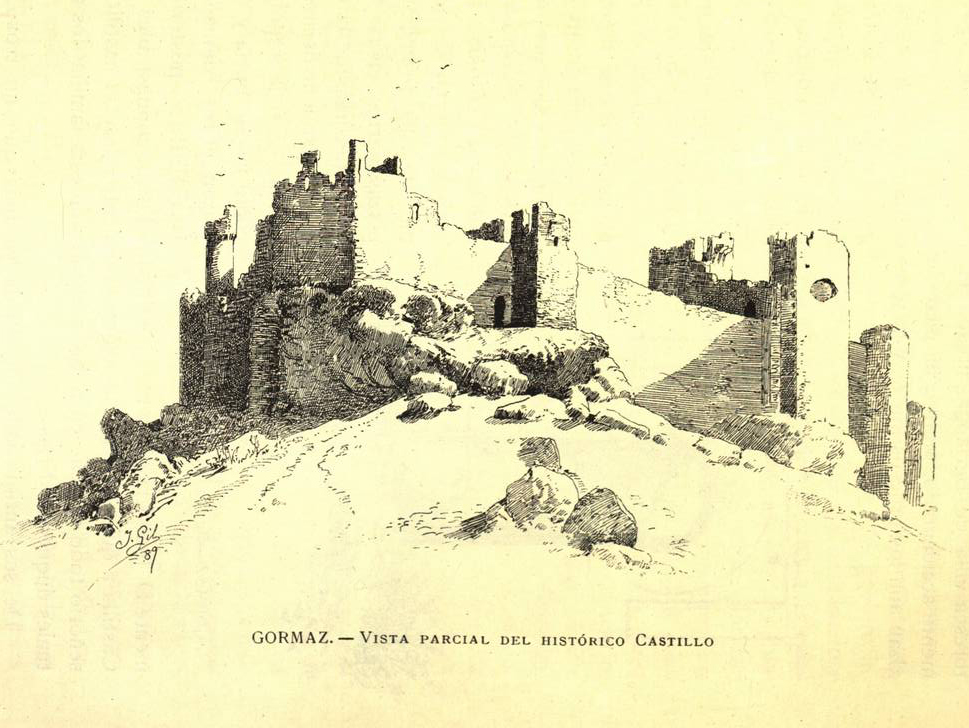
Vista del castillo en una ilustración de finales del siglo XIX

El castillo de Gormaz se convirtió en pieza clave de la defensa musulmana contra los reinos cristianos del norte y contribuyó a mantenerlos alejados de Medinaceli. Su situación y sus excelentes condiciones de visibilidad permitían controlar una de las rutas de acceso hacia el norte y el río Duero y fue una de las posiciones estratégicas más codiciadas por musulmanes y cristianos durante los siglos IX y X, por lo que ya existía una fortaleza anterior a la actual.
Las crónicas cristianas mencionan que la zona fue reconquistada por los musulmanes en 925 y 940, indicando que cambió en varias ocasiones de manos debido a su posición fronteriza. La fortaleza actual fue construida o reconstruida por Gálib en 965-66, el general de los ejércitos del califa de Córdoba al-Hakam II (r. 961-75), y se considera la fortificación más grande construida por el Califato de Córdoba en esta región y la más grande de Europa en aquella época, según el historiador Roger Collins. Las primeras menciones del castillo en las crónicas islámicas fueron documentadas por el historiador al-Maqqari en el siglo XVI. Además, en la cercana ermita de San Miguel de Gormaz se encontró una piedra fundacional con una inscripción mencionando el nombre del califa y actualmente ubicada en la catedral de El Burgo de Osma, por lo que quedaría una prueba material de la fundación.
En 974-75 el conde García Fernández, aliado con Sancho II de Pamplona y Ramiro III de León, bajo la regencia de su tía Elvira Ramírez, asedia el castillo pero, mientras lo hace, es atacado por un ejército de rescate al mando de Gálib y sufre una humillante derrota. Vuelve a intentarlo en el 978 con éxito y lo mantiene hasta el 983, cuando lo toma Almanzor. Aunque existen algunas referencias documentales de que durante la Caída del Califato de Córdoba se prometió la entrega de la fortaleza a Sancho III de Pamplona en 1009 o 1011, se desconoce si finalmente este hecho tuvo lugar. Aunque ciertas fuentes citan la conquista cristiana definitiva a manos de Fernando I de León en 1059, estas mismas fuentes también insinúan que su ocupación fue breve, especialmente porque se han descubierto algunas reparaciones y remodelaciones del castillo por parte de los musulmanes en la década de 1060.
Tras su definitiva conquista cristiana, la fortaleza fue entregada a diversos señores. El monarca Alfonso VI de León nombró a Rodrigo Díaz de Vivar, el Cid, como señor de Gormaz en 1087. Será en esta época en que se funda el pueblo de Gormaz, a los pies del castillo. Durante el siglo XIV tuvo un papel relevante durante la Guerra de los Dos Pedros (1359-69) entre Pedro I de Castilla y Pedro IV de Aragón, cuya contienda hizo que el castillo cambiara de manos en diversas ocasiones y tuviera diversas restauraciones y fortificaciones. Los trabajos arqueológicos han demostrado que la parte central del castillo fue ocupada por un pequeño asentamiento urbano durante esta etapa. Sin embargo, tras este periodo de guerras, la fortaleza fue abandonada y cayó en estado de ruina.
Las excavaciones modernas comenzaron en 1922 y han continuado desde entonces, siendo destacables las realizadas por Juan Zozaya a finales del siglo XX. El castillo es Monumento Nacional desde 1931. Parte de las escenas de exteriores de la película El Cid (1961), dirigida por el estadounidense Anthony Mann y con la actuación en los papeles principales de Charlton Heston y Sophia Loren, fueron rodadas en el castillo. Fue restaurado recientemente y la entrada es gratuita.

## Descripción
El castillo consta de dos partes diferenciadas y separadas por un foso. Al este se encuentra el alcázar, la torre del homenaje, la "torre de Almanzor", el aljibe y los aposentos califales. En la parte oeste se encuentra una alberca para dar de beber a los animales y una gran explanada donde acampaban las tropas. Cuenta con una gran puerta que denota su origen omeya, la Puerta Califal. En la cara oeste de la muralla hay tres estelas, una de origen romano y otra claramente islámica, que se colocaron allí para espantar los malos espíritus.
El castillo de Gormaz llegó a ser la fortaleza europea más grande de su época: con un perímetro amurallado de 1200 m, 446 m de largo, 28 torres y una forma muy alargada en dirección este-oeste.

## Galería

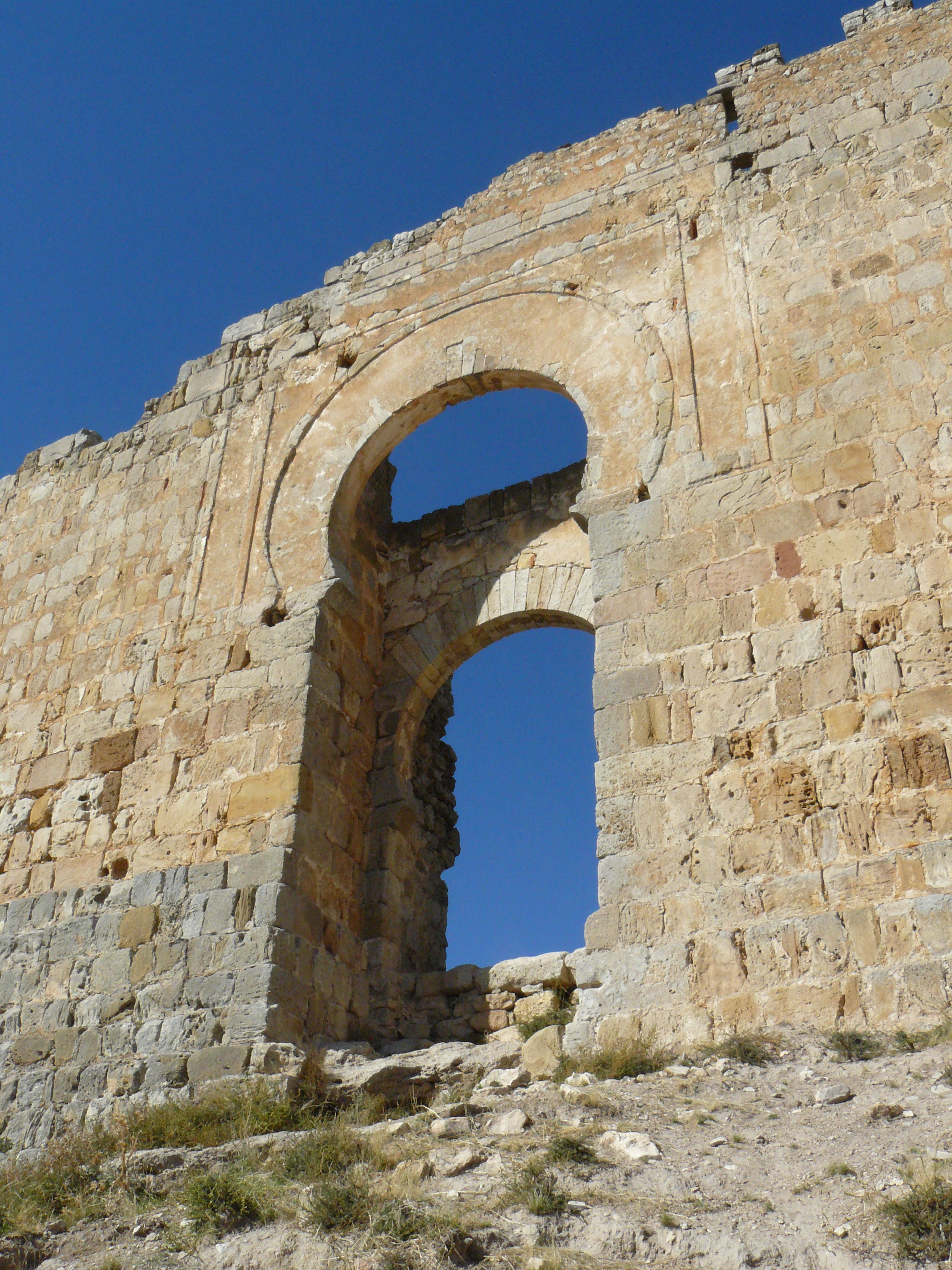
Puerta sur
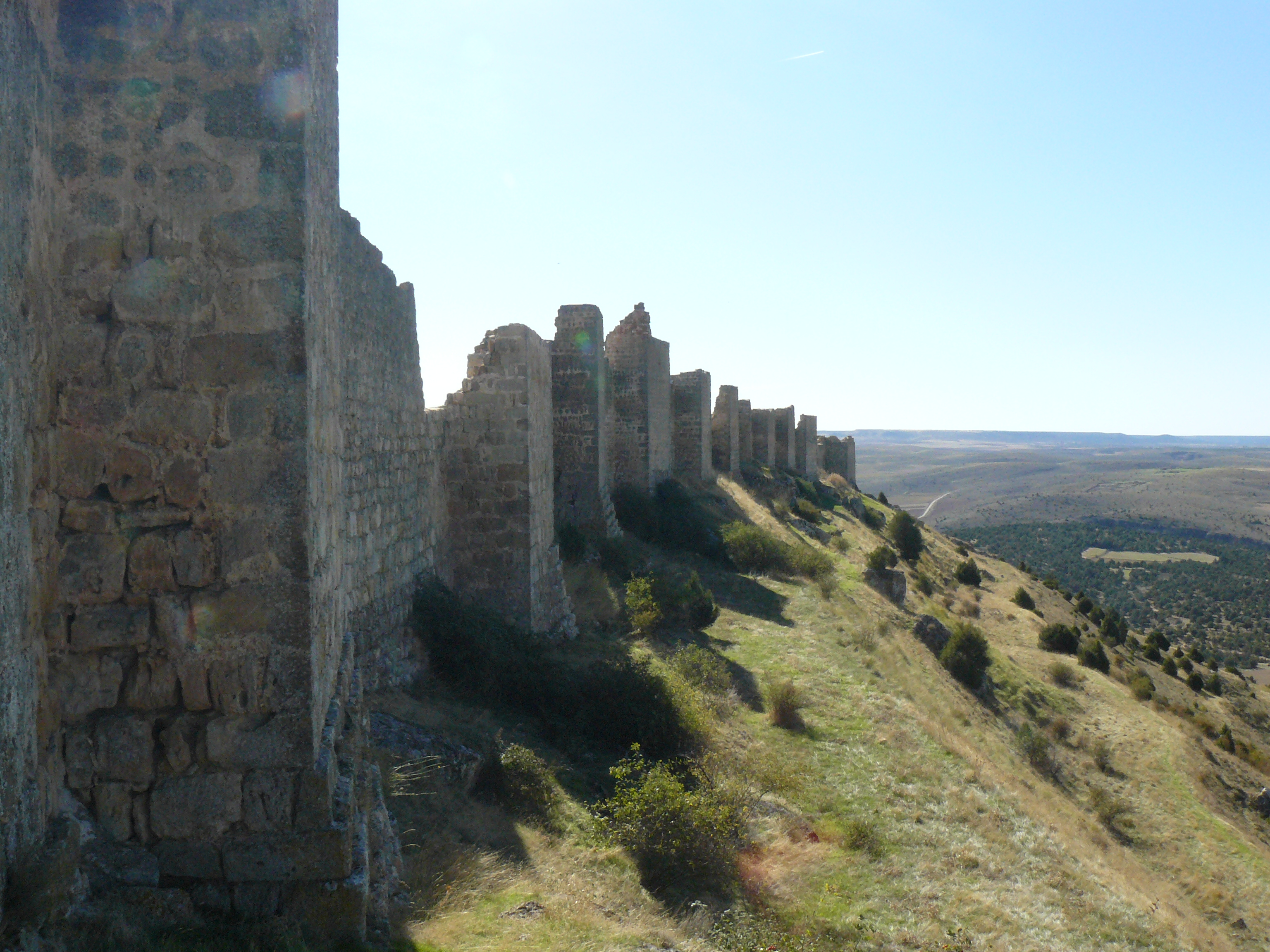
Lienzo norte del castillo
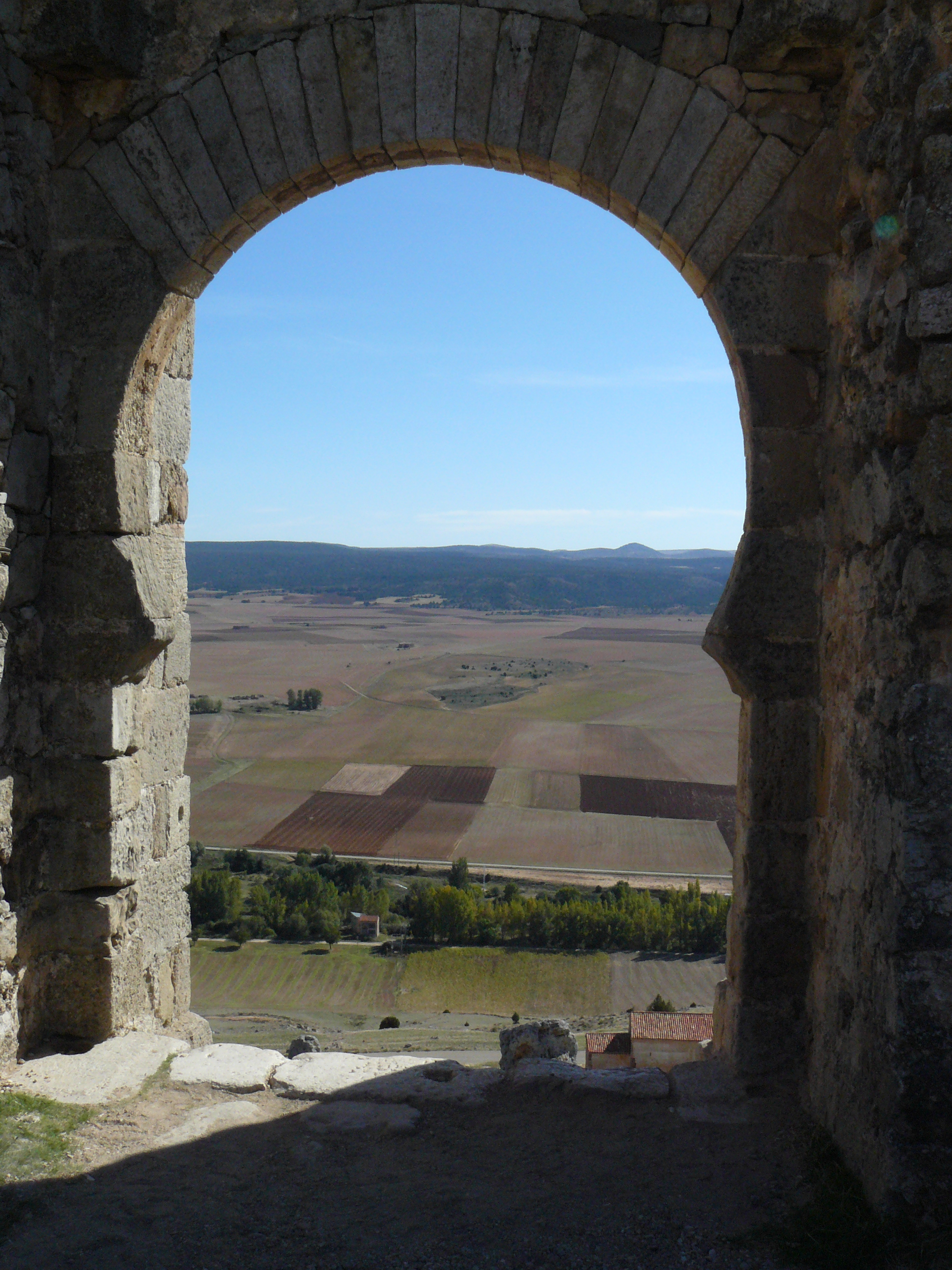
Puerta Califal
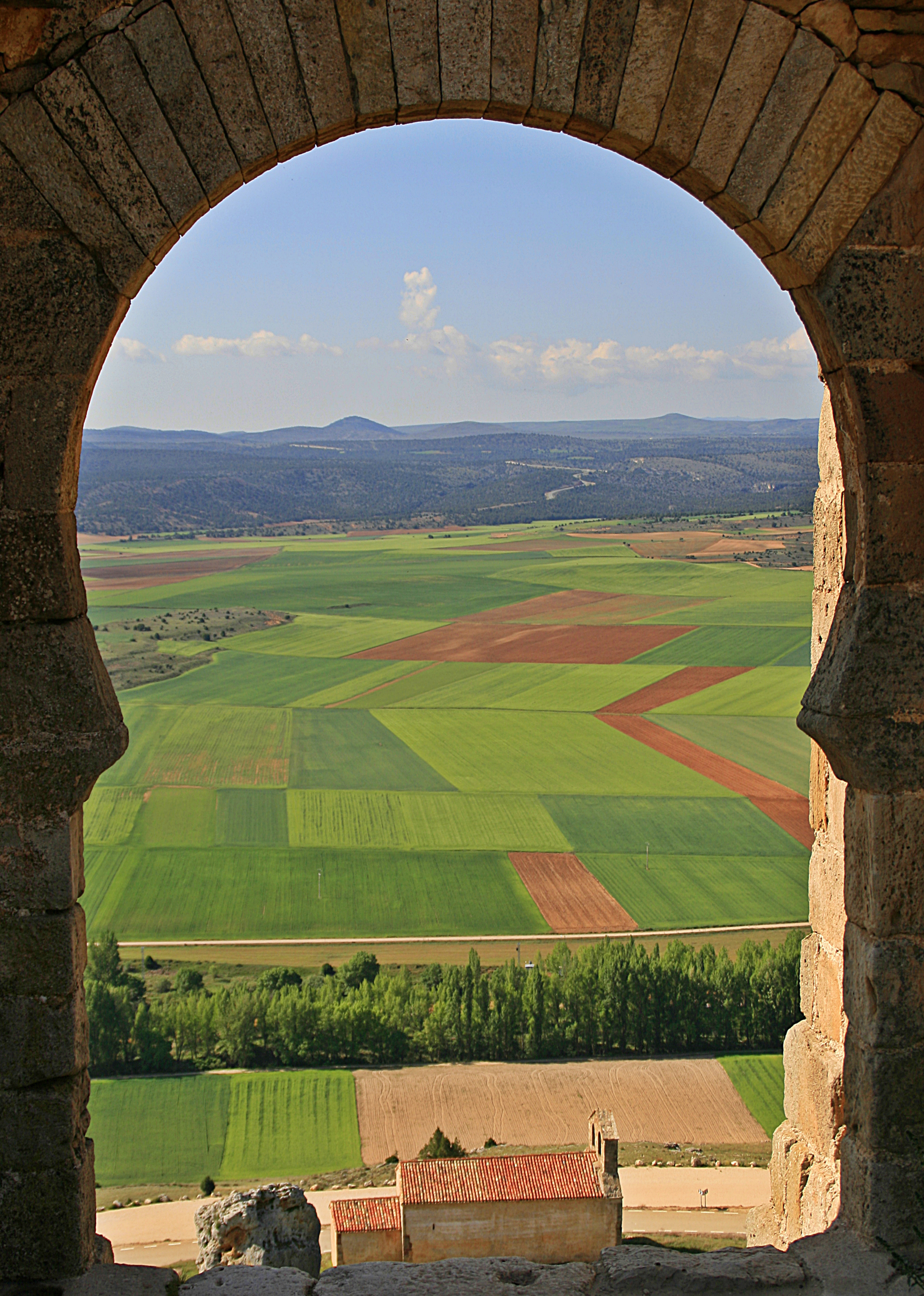
Campos desde el castillo
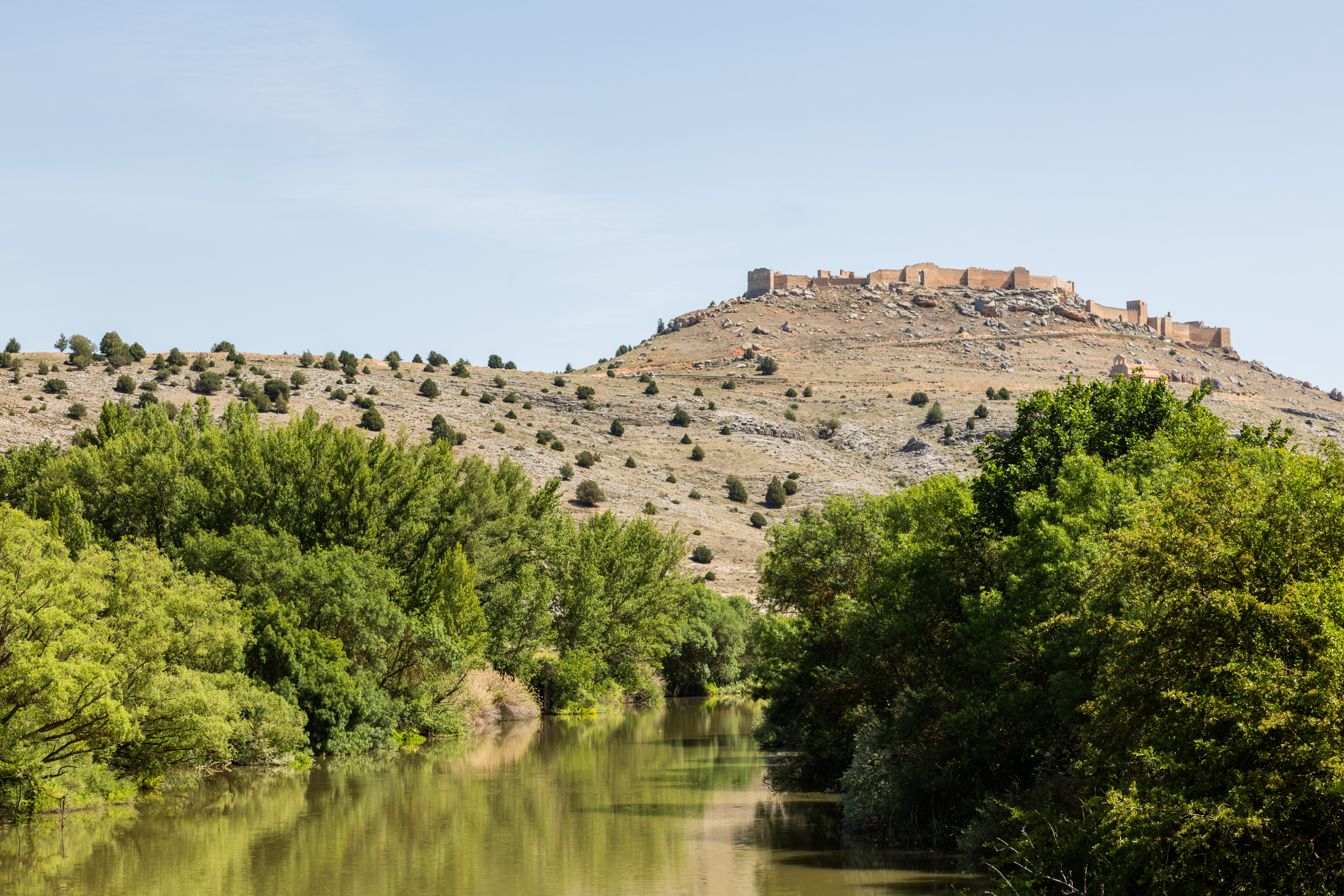
Vista del castillo desde la ribera del río Duero.
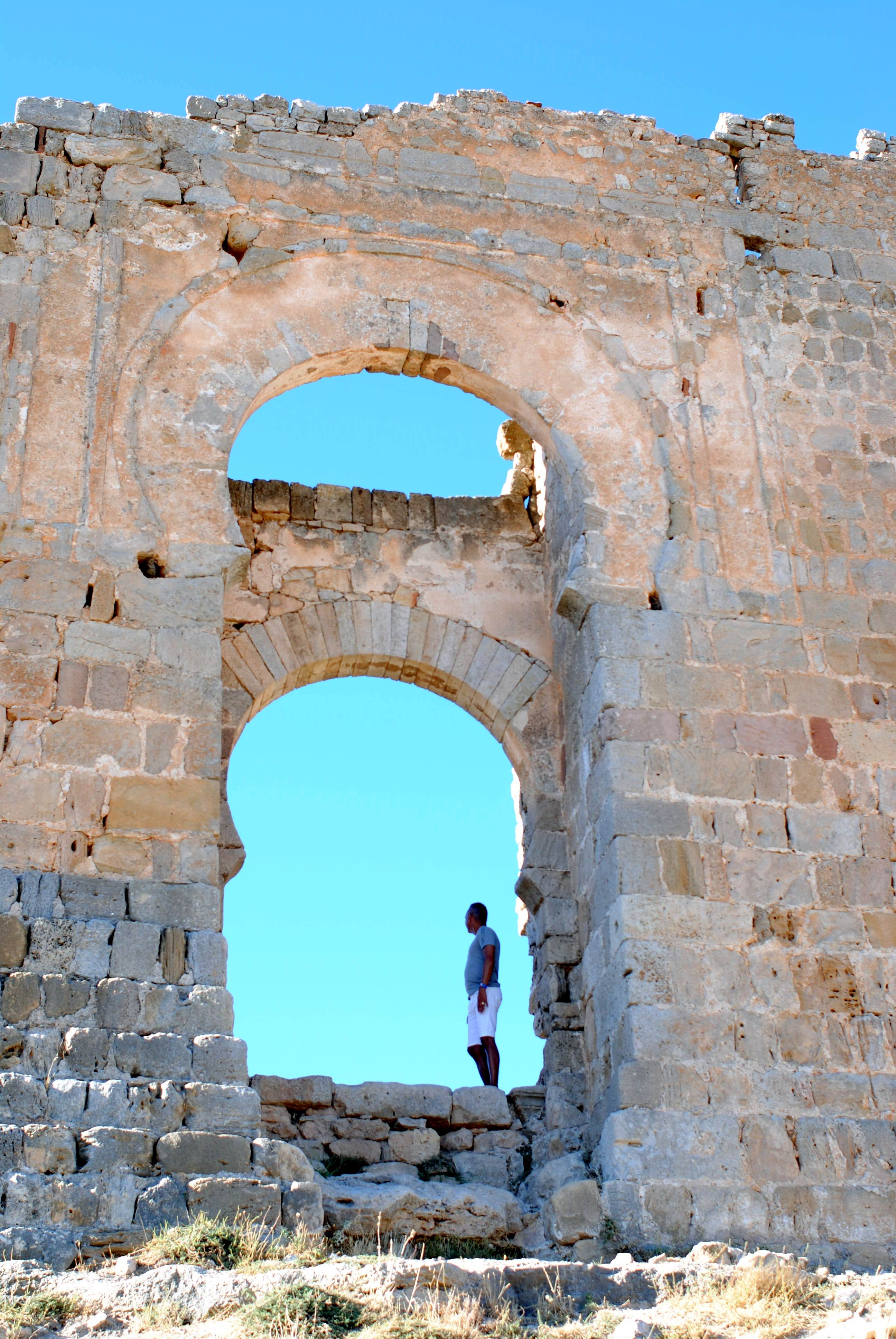